# 伊萬內茨
伊萬內茨是克羅地亞的城鎮，位於該國北部，由瓦拉日丁縣負責管轄，面積95.81平方公里，海拔高度227米，鎮上的城堡遺址在1959年被清理，2001年人口14,434。

## 外部連結
- 官方网站 （克羅埃西亞文）